# Siete Iglesias de Trabancos
Siete Iglesias de Trabancos község Spanyolországban, Valladolid tartományban. Siete Iglesias de Trabancos Pollos, Nava del Rey, Alaejos és Castronuño községekkel határos. Lakosainak száma 419 fő (2024).

## Népesség
A település népessége az utóbbi években az alábbiak szerint változott:
| Lakosok száma | 608  | 561  | 558  | 562  | 547  | 496  | 456  | 428  | 432  | 419  |
|               | 2001 | 2004 | 2007 | 2009 | 2012 | 2014 | 2017 | 2019 | 2022 | 2024 |